# Nazionale maschile di calcio a 5 dell'Arabia Saudita
La nazionale di calcio a 5 dell'Arabia Saudita è, in senso generale, una qualsiasi delle selezioni nazionali di Calcio a 5 della Saudi Arabia Football Federation che rappresentano l'Arabia Saudita nelle varie competizioni ufficiali o amichevoli riservate a squadre nazionali.
Questa squadra nazionale non ha una grande tradizione in fatto di calcio a 5, ha partecipato ad un'unica edizione dei campionati del mondo, più precisamente il FIFA Futsal World Championship 1989 nei Paesi Bassi dove è uscita al primo turno. Nei trofei continentali d'Asia, la squadra saudita ha ottenuto 3 qualificazioni alla fase finale.

## Risultati nelle competizioni internazionali

### FIFA Futsal World Championship
- 1989 - Primo turno
- 1992 - Non presente
- 1996 - Non presente
- 2000 - Non presente
- 2004 - Non presente
- 2008 - Non presente
- 2012 - Non qualificata
- 2016 - Non qualificata
- 2021 - Non qualificata
- 2024 - Non qualificata

### AFC Futsal Championship
- 1999 - Non presente
- 2000 - Non presente
- 2001 - Non presente
- 2002 - Non presente
- 2003 - Non presente
- 2004 - Non presente
- 2005 - Non presente
- 2006 - Non presente
- 2007 - Non presente
- 2008 - Non presente
- 2010 - Non presente
- 2012 - Non qualificata
- 2014 - Non qualificata
- 2016 - Primo turno
- 2018 - Non qualificata
- 2022 - Primo turno
- 2024 - Primo turno